# Múi giờ miền Đông (Bắc Mỹ)

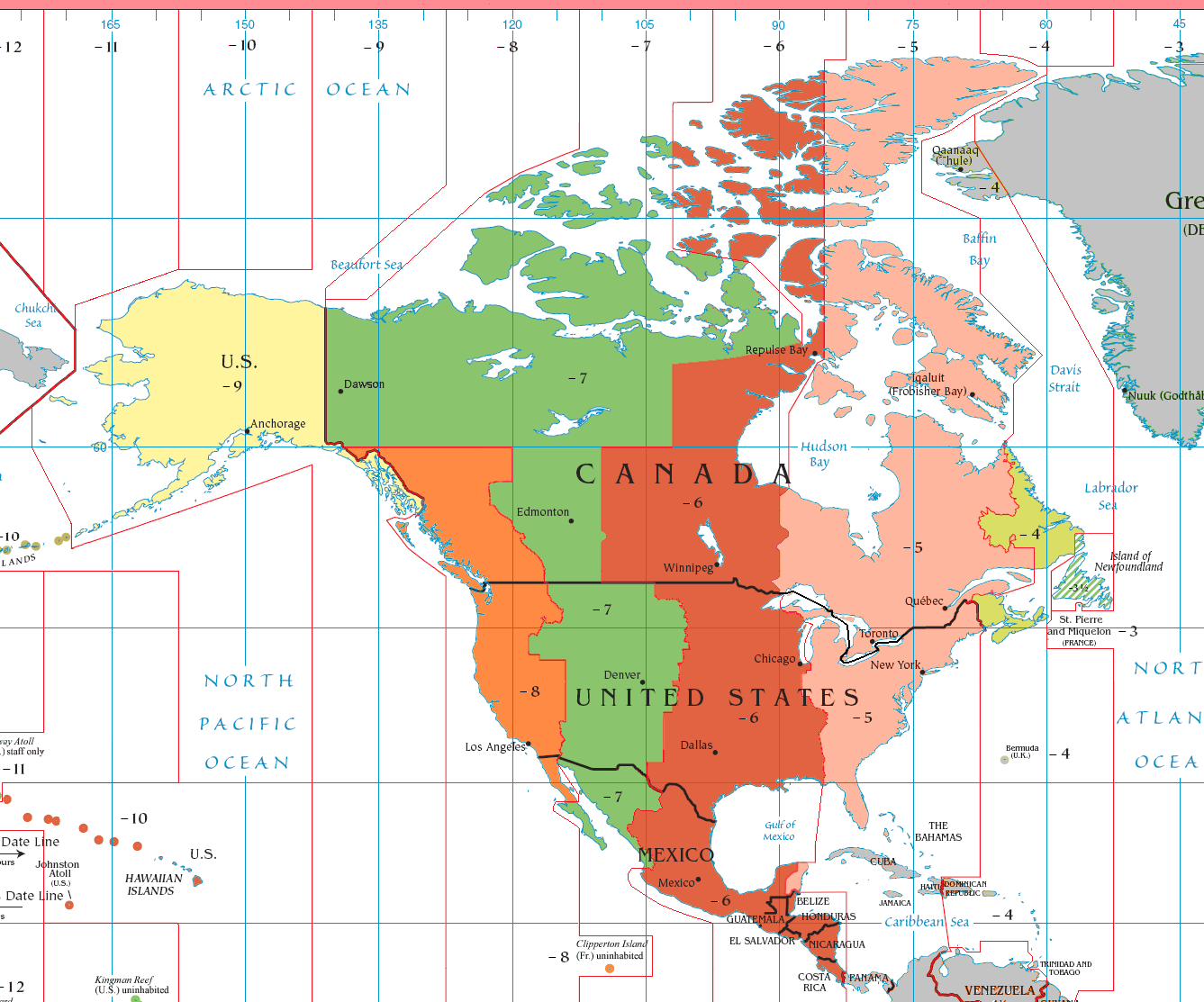
EDT tương ứng UTC−4

Múi giờ miền Đông (ET) của Tây Bán Cầu rơi vào phần lớn các vùng dọc theo duyên hải phía đông của Bắc Mỹ và duyên hải phía tây của Nam Mỹ. Múi giờ miền Đông là giờ tính bằng cách lấy Giờ phối hợp quốc tế (UTC) trừ đi 5 tiếng và dùng như giờ chuẩn. Khi dùng giờ tiết kiệm ánh sáng ngày, múi giờ này được chỉnh thành UTC-4, nghĩa là trừ 4 tiếng từ Giờ phối hợp quốc tế. Múi giờ này dựa theo Thời gian Mặt trời trung bình của kinh tuyến 75 độ phía tây Đài quan sát Greenwich.
Tại Hoa Kỳ và Canada, múi giờ này thường được gọi là Giờ miền Đông (ET). Chi tiết hơn, nó được gọi là Giờ chuẩn miền Đông (EST) khi áp dụng giờ chuẩn trong mùa thu và mùa đông, và Giờ ánh sáng ngày miền Đông (EDT) khi áp dụng giờ tiết kiệm ánh sáng ngày trong mùa xuân, hè, và đầu mùa thu.
Đạo luật thời gian đồng bộ năm 1966 tại Hoa Kỳ có nghĩa là Giờ ánh sáng ngày miền Đông được tiến hành vào ngày chủ nhật cuối cùng của tháng 4, bắt đầu trong năm 1966 ở khắp nơi trên nước Mỹ. Giờ chuẩn miền Đông được dùng trở lại vào chủ nhật cuối cùng của tháng 10. Đạo luật được tu chính để đặt ngày chủ nhật đầu tiên của tháng 4 là ngày bắt đầu của Giờ ánh sáng ngày miền Đông (EDT) vào năm 1987.
Tại một số nơi, bắt đầu trong năm 2007, giờ địa phương được đổi từ Giờ chuẩn miền Đông (EST) sang Giờ ánh sáng ngày miền Đông (EDT) vào lúc 02:00 sáng (ngay lúc đó đổi thành 03:00 sáng) chủ nhật thứ hai của tháng 3 và quay trở về giờ chuẩn lúc 02:00 sáng (lúc đó đổi thành 01:00 sáng) chủ nhật đầu tiên của tháng 11.. Tại Canada, việc đổi giờ cũng giống như tại Hoa Kỳ.

## Sử dụng

### Bắc Mỹ

#### Canada
Tại Canada, các tỉnh bang và lãnh thổ sau đây thuộc Múi giờ miền Đông:
- Ontario (trừ các khu vực phía tây của Thunder Bay nhưng bao gồm Atikokan)
- Quebec (trừ Côte-Nord ở phía cận đông và Quần đảo Magdalen)
- Đông-trung Nunavut (bao gồm một phần của Bán đảo Melville và phần lớn Đảo Ellesmere và Đảo Baffin, bao gồm Iqaluit; Đảo Southampton không dùng Giờ tiết kiệm ánh sáng ngày)

#### Hoa Kỳ
Tại Hoa Kỳ, các tiểu bang sau đây hoàn toàn nằm trong Múi giờ miền Đông:
| - Connecticut - Delaware - Georgia - Maine - Maryland - Massachusetts | - New Hampshire - New Jersey - New York - Bắc Carolina - Ohio - Pennsylvania | - Rhode Island - Nam Carolina - Vermont - Virginia - Tây Virginia |

Chi tiết chính xác về vị trí của múi giờ và đường phân chia giữa các múi giờ được công bố trong Mã Quy định Liên bang (Code of Federal Regulations) ở 49 CFR 71.
Có những phần của các tiểu bang khác cũng sử dụng Giờ miền Đông:
- Gần như cả Florida trừ vùng cán chảo phía tây Sông Apalachicola.
- Phần lớn Indiana (trừ vùng đô thị Evansville và vùng đô thị Gary)
- Tất cả Kentucky tính từ vùng đô thị Louisville về phía đông
- Tất cả Michigan trừ bốn quận thuộc Thượng Bán đảo Michigan có ranh giới với Wisconsin (các quận là Gogebic, Iron, Dickinson, Menominee)
- Một phần ba phía đông của Tennessee
- Một số thị trấn trong miền đông Alabama gồm có Phenix City, Smiths Station, Lanett, và Valley dùng Giờ miền Đông mặc dù chúng chính thức nằm trong Múi giờ miền Trung. Lý do chủ yếu là vì chúng là một phần của thị trường báo chí của Columbus, Georgia.[4]

#### Các quốc gia khác
Các quốc gia khác sử dụng Giờ miền Đông gồm có:
- Panama
- Jamaica
- Haiti
- Cuba
- Bahamas
- Không phải tất cả các quốc gia vùng biển Caribbean đều sử dụng Giờ tiết kiệm ánh sáng ngày. Đa số các tiểu bang Đông Caribbean là nằm trong múi giờ UTC-4 mà Bắc Mỹ gọi là Múi giờ chuẩn Đại Tây Dương và nó tương đương Giờ ánh sáng ngày miền Đông (EDT) và đi trước Giờ chuẩn miền Đông (EST) 1 tiếng.
- México: tiểu bang phía đông Quintana Roo trước đây dùng Giờ chuẩn miền Đông trong một thời gian ngắn trong thập niên 1990

### Nam Mỹ
Tại Nam Mỹ, múi giờ này được sử dụng tại: 
- Colombia
- Ecuador (trừ Galápagos)
- Peru
- Một số vùng của Brasil:
  - Tiểu bang Acre
  - Amazonas - vùng tây nam của tiểu bang.

## Các vùng đô thị lớn
| - Albany, New York - Annapolis, Maryland - Atlanta, Georgia - Augusta, Maine - Baltimore, Maryland - Bangor, Maine - Barrie, Ontario - Bogotá, Colombia - Boston, Massachusetts - Buffalo, New York - Burlington, Vermont - Cali, Colombia - Charleston, Nam Carolina - Charleston, Tây Virginia - Charlotte, Bắc Carolina - Chattanooga, Tennessee - Cincinnati - Cleveland, Ohio - Columbia, Nam Carolina - Columbus, Ohio - Detroit, Michigan - Erie, Pennsylvania - Fort Wayne, Indiana - Greater Sudbury, Ontario - Greenville, Nam Carolina - Greensboro, Bắc Carolina - Guayaquil, Ecuador | - Guelph, Ontario - Hamilton, Ontario - Hampton Roads, Virginia - La Habana, Cuba - Hartford, Connecticut - Indianapolis, Indiana - Iqaluit, Nunavut - Jacksonville, Florida - Key West, Florida - Kingston, Jamaica - Kitchener-Waterloo, Ontario - Knoxville, Tennessee - Lexington, Kentucky - Lima, Peru - London, Ontario - Louisville, Kentucky - Manchester, New Hampshire - Medellín, Colombia - Miami, Florida - Montreal, Quebec - Nassau, Bahamas - Newark, New Jersey - Norfolk, Virginia - New Haven, Connecticut - New York, New York - Orlando, Florida - Ottawa, Ontario | - Oshawa, Ontario - Panama City, Panama - Philadelphia, Pennsylvania - Pittsburgh, Pennsylvania - Port-au-Prince, Haiti - Portland, Maine - Providence, Rhode Island - Quebec, Quebec - Quito, Ecuador - Raleigh, Bắc Carolina - Richmond, Virginia - Rio Branco, Brasil - Rochester, New York - Santiago de Cali, Colombia - Springfield, Massachusetts - Syracuse, New York - Tampa, Florida - Thunder Bay, Ontario - Toledo, Ohio - Toronto, Ontario - Trenton, New Jersey - Washington, D.C. - Wilmington, Delaware - Windsor, Ontario - Winston-Salem, Bắc Carolina - Worcester, Massachusetts |